# Miss Honduras
Miss Honduras (Miss Honduras Belleza Nacional) è un concorso di bellezza femminile che si tiene annualmente in Honduras. La vincitrice del concorso rappresenta il proprio paese a Miss Universo. Le altre finaliste al concorso hanno invece la possibilità di rappresentare Honduras a Miss Mondo, Miss International e Miss Terra.

## Albo d'oro
| Anno | Miss Universo                       | Miss Mondo                          | Miss International                 | Miss Terra                              |
| ---- | ----------------------------------- | ----------------------------------- | ---------------------------------- | --------------------------------------- |
| 2010 | Kenia Melissa Martínez Sambulá      | Marilyn Medina                      | Irlia Johnson                      | Alessa Games                            |
| 2009 | Belgica Nathaly Suarez Arias        | Blaise Allys Massey Alvarado        | Kenia Melissa Andrade              | Alejandra Maria Mendoza David           |
| 2008 | Diana Gabriela Barraza Miralda      | Gabriela Dennisse Zavala Irias      | ×                                  | Kenia Melissa Andrade                   |
| 2007 | Wendy Patricia Salgado Corea        | ×                                   | Margarita Valle                    | ×                                       |
| 2006 | ×                                   | ×                                   | Lissa Diana Viera Sáenz            | Lesly Gabriela Molina Kristoff          |
| 2005 | ×                                   | ×                                   | Ingrid Lopez                       | Ruth Maria Arita Luna                   |
| 2004 | ×                                   | Kimberley McNab                     | ×                                  | Gabriela Dennisse Zavala Irias Top 8    |
| 2003 | ×                                   | ×                                   | ×                                  | Dania Patricia Prince Méndez Vincitrice |
| 2002 | Erika Lizbeth Ramírez               | ×                                   | ×                                  | Leslie Paredes Barahona                 |
| 2001 | Olenka Miroslava Fuschich           | ×                                   | ×                                  | ×                                       |
| 2000 | Flor de María García Ferrera        | Verónica Alejandra Rivera Castellon | Alba Marcela Rubí Castellón        | ↑                                       |
| 1999 | Daryella Sofia Guerrero Canizales   | Irma Waleska Quijada Henríquez      | ×                                  | ↑                                       |
| 1998 | Dania Patricia Prince Méndez        | ×                                   | Wendy Suyapa Rodríguez             | ↑                                       |
| 1997 | Joselina García Cobos               | Hansel Cristina Cáceres Teruel      | Jennifer Elizabeth Parson Campbell | ↑                                       |
| 1996 | Yazmín Rossana Fiallos Bosak        | ×                                   | ×                                  | ↑                                       |
| 1995 | ×                                   | ×                                   | Sayda Umaña López                  | ↑                                       |
| 1994 | Jem Haylock                         | ×                                   | ×                                  | ↑                                       |
| 1993 | Denia Reyes                         | Tania Bruchmann Escorcia            | Miriam Liseth Zapata Godoy         | ↑                                       |
| 1992 | Mónica Raquel Rápalo Martínez       | ×                                   | Francis Funes Padilla Top 15       | ↑                                       |
| 1991 | ×                                   | Arlene Rocío Rauscher Duarte        | Marly Karina Prudoth Guzmán        | ↑                                       |
| 1990 | Vivian Audely Moreno                | Claudia Bendaña McCausland          | Claudia Mercedes Caballero         | ↑                                       |
| 1989 | Frances Siryl                       | Belinda Bodden Alvarez              | Cynthia Zavala                     | ↑                                       |
| 1988 | Jacqueline Herrera Mejía            | Alina Díaz                          | Ericka Aguilera Garay              | ↑                                       |
| 1987 | Francia Tatiana Reyes Beselinoff    | Claudia Maria Paz Valladares        | Darlene Jacqueline Sikaffy Powery  | ↑                                       |
| 1986 | Sandra Natalie Navarrete Romero     | Nilcer Maria Viscovich Babien       | Francia Tatiana Reyes Beselinoff   | ↑                                       |
| 1985 | Diana Margarita García              | ×                                   | Waleska Zavala                     | ↑                                       |
| 1984 | Myrtice Elitha Hyde                 | Myrtice Elitha Hyde                 | Myrtice Elitha Hyde                | ↑                                       |
| 1983 | Ollie June Thompson Bodden          | Carmen Isabel Morales Ustariz       | Ileana Maritza López Turcios       | ↑                                       |
| 1982 | Eva Lissete Barahona Dheming        | Ana Lucia Rivera Castro             | Alba Luz Rogel                     | ↑                                       |
| 1981 | Leslie Nohemi Sabillón Dávila       | Xiomara Sikaffy Mena                | Gloria Patricia Durón Top 15       | ↑                                       |
| 1980 | Rosario Etelvina Raudales Velásquez | Rosario Etelvina Raudales Velásquez | Jennifer Bustillo                  | ↑                                       |
| 1979 | Gina Marie Weidner Cleaves          | Gina Maria Weidner Cleaves          | Lilian Anibeth Rivera              | ↑                                       |
| 1978 | Olimpia Velásquez Medina            | Maria Elena Bodadilla               | Lorena Irias Navas                 | ↑                                       |
| 1977 | Carolina Rosa Rauscher Sierra       | Maria Marlene Villela Franco        | Maria Marlene Villela Franco       | ↑                                       |
| 1976 | Victoria Alejandra Pineda Fortín    | Maribel Ileana Ayala Ramírez        | Victoria Ann Baker Top 15          | ↑                                       |
| 1975 | ×                                   | Etelinda Mejía Velásquez            | Ligia Yolanda Caballero Cárdenas   | ↑                                       |
| 1974 | Etelinda Mejía Velásquez            | Leslie Suez Ramírez                 | Rosario Elena Carvajal             | ↑                                       |
| 1973 | Nelly Suyapa González Mármol        | Belinda Handal                      | Rosa Edelinda López                | ↑                                       |
| 1972 | Doris Alicia Roca Pagán             | Doris Van Tuyl                      | ×                                  | ↑                                       |
| 1971 | Dunia Aracelly Ortega               | ×                                   | Doris Van Tuyl                     | ↑                                       |
| 1970 | Francis Irene Van Tuyl              | ×                                   | ×                                  | ↑                                       |
| 1969 | Viena Paredes Zelaya                | ×                                   | ×                                  | ↑                                       |
| 1968 | Nora Idalia Guillén                 | ×                                   | ×                                  | ↑                                       |
| 1967 | Denia Maria Alvafado Medina         | Alba Maria Bobadilla                | ×                                  | ↑                                       |
| 1966 | ×                                   | Danira Miralda Buines               | ↑                                  | ↑                                       |
| 1965 | ×                                   | Edda Inés Munguía                   | ×                                  | ↑                                       |
| 1964 | ×                                   | Araceli Cano                        | ×                                  | ↑                                       |
| 1963 | ×                                   | ×                                   | ×                                  | ↑                                       |
| 1962 | ×                                   | ×                                   | ×                                  | ↑                                       |
| 1961 | ×                                   | ×                                   | ×                                  | ↑                                       |
| 1960 | ×                                   | ×                                   | ×                                  | ↑                                       |
| 1959 | ×                                   | Rosemary Lefebre                    | ↑                                  | ↑                                       |
| 1958 | ×                                   | ×                                   | ↑                                  | ↑                                       |
| 1957 | ×                                   | ×                                   | ↑                                  | ↑                                       |
| 1956 | ×                                   | ×                                   | ↑                                  | ↑                                       |
| 1955 | Pastora Pagán Valenzuela Top 15     | Pastora Pagán Valenzuela            | ↑                                  | ↑                                       |
| 1954 | Lilliam Padilla                     | ×                                   | ↑                                  | ↑                                       |
| 1953 | ×                                   | ×                                   | ↑                                  | ↑                                       |
| 1952 | ×                                   | ×                                   | ↑                                  | ↑                                       |
| 1951 | ↑                                   | ×                                   | ↑                                  | ↑                                       |

× Nessuna partecipazione

↑ Nessun concorso svolto